# Phryxe offensa
Phryxe offensa là một loài ruồi trong họ Tachinidae.